# Babyn Jar
Babyn Jar (ukr. Бабин Яр, rus. Бабий Яр) je klanac na administrativnom području glavnog grada Ukrajine, Kijeva. Ovaj klanac je poznat diljem svijeta po masakru koji je izvršen na Židovima 1941. godine, tijekom Drugog svjetskog rata. Ovo masovno ubojstvo odigralo se 29. i 30. rujna 1941. godine kada je živote izgubilo više od 33.000 Židova. Ubojstva su obavli pripadnici snaga SSa, potpomognuti njemačkom 6. armijom pod vodstvom Waltera von Reichenaua.
Budući da su židovski muškarci napustili svoje domove kad su Nijemci ušli u Ukrajinu, Nijemci tada skupljaju žene, djecu i starce. Nekoliko dana poslije okupacije Kijeva od strane njemačkih snaga dogodila se snažna eksplozija u kojoj je poginulo nekoliko stotina lokalnih stanovnika i Nijemaca. Tada službenici Wermachta odlučuju zajedno sa SS-om ubiti većinu kijevskih Židova. Prema tim planovim odvedeno je 33.711 Židova do Babynog Jara, 29. i 30. rujna 1941. godine, koji su ubijeni vatrom iz strojnica. Tijela nastradalih su skrivena u masovnoj grobnici. Do 12. listopada ubijeno je ukupno 51.000 Židova, a njihov imetak je zaplijenjen.
Nakon Staljingradske bitke, Nijemci su pokušali skriti tragove masovnog ubojstva, i iskopali su i spalili 40.000 do 45.000 leševa. Nekoliko zatočenika, koji su vršili iskopavanja i spaljivanja leševa, su uspjeli pobjeći i obijelodaniti svijetu istinu o ovom nedjelu.